# 沃氏鱧
沃氏鱧為輻鰭魚綱鱸形目鱧科的其中一種，分布於亞洲俄羅斯、中國及烏茲別克的淡水流域，體長可達80公分，棲息在中底層水域，屬肉食性，在清晨及傍晚覓食，以其他魚類為食，可作為食用魚或觀賞魚。

## 擴展閱讀
維基物種上的相關：沃氏鱧